# Народное движение Косова
Народное движение Косова (алб. Lëvizja Popullore e Kosovës, LPK) — бывшая общественная организация и политическая партия в Косово. Значительную поддержку LPK осуществляла албанская диаспора, особенно в Швейцарии и Германии.
LPK сформировалось в 1981–1982 гг., во время протестов албанского населения Югославии. Во время демонстраций в 1981 году, протестующие требовали, чтобы Косово стало республикой в составе югославской федерации.
Тремя основными организациями в составе LPK были: PKMLSHJ (Марксистско-ленинская коммунистическая партия албанцев в Югославии, Partia Komuniste Marksiste-Leniniste e Shqiptarëve në Jugosllavi), LNÇKVSHJ (Национально-освободительное движение Косова и других албанских регионов, Lëvizjes Nacionalçlirimtare të Kosovës dhe Viseve të tjera Shqiptare), LRSSHJ (Движение за Албанскую Социалистическую Республику в Югославии, Lëvizja për Republikën Socialiste Shqiptare në Jugosllavi).
LPK активно действовала по всей Европе и была спонсором повстанцев, вела пропаганду и деятельность внутри Югославии, а также лоббировала интересы албанцев. Многие активисты LPK были посажены югославскими властями в тюрьмы или убиты.
Организация продолжала быть главным представителем национальных интересов албанцев в Югославии до декабря 1989 года, когда Ибрагим Ругова и другие представители интеллигенции в Косове основали Демократическую лигу Косова (Lidhja Demokratike e Kosovës, LDK).
LPK стала ядром Армии освобождения Косова, многие члены организации принимали активное участие в Косовской войне (Адем Яшари, Сами Луштаку, Фатмир Лимай, Рамуш Харадинай, Якуп Красничи, Хашим Тачи и др.)
На парламентских выборах в 2001, 2004 и 2007 партия получала 1 из 120 мест в Ассамблеи Косова.
23 июля 2013 года остатки LPK объединились с партией «Самоопределение».